# 民間情報教育局
民間情報教育局（みんかんじょうほうきょういくきょく、英: Civil Information and Education Section、略称はCIE）は、連合国総司令部 (GHQ/SCAP) 幕僚部の部局の一つで、第二次大戦終結後、日本と朝鮮半島で連合国軍が行う教育・宗教・文化財関連の施策を担当した。
CIEは当初、連合国軍による占領が始まった後の1945年9月22日に米太平洋陸軍総司令部に設置された。日本と韓国の広報、教育、宗教など社会学的問題に関する施策を担当する専門部隊として米太平洋陸軍総司令部（GHQ/USAFPAC=United States Armed Forces in the Pacific）に設置された後、同年10月2日に連合国軍最高司令官総司令部 (GHQ/SCAP) が正式発足するに伴って同組織に移管した。
その後占領行政の進行に伴う数度の組織改編を経て、占領終了の1952年4月28日に組織としてのCIEは廃止された。CIEの文化政策は、1953年にアメリカ国務省が自国のイメージアップ戦略のために設立したアメリカ合衆国広報文化交流局のUSIS(United States Information Serviceの略。戦時中の米国プロパガンダ機関「戦争情報局」の後身）に吸収された。

## 活動
CIEでは、敗戦国日本における教育全般（初・中・高等教育、社会教育）、教育関係者の適格審査、各種メディア（新聞、雑誌、ラジオ）、芸術（映画、演劇）、宗教（神道、仏教、キリスト教、新興宗教）、世論調査、文化財保護など、教育と文化に関する極めて広範囲にわたる諸改革を指導・監督した。同じく敗戦国であるドイツ、イタリアに比べ、日本への統制は非常に厳しかった。
CIEは教育刷新委員会等を通じて教育基本法制定に関与したほか、国立国会図書館の設立や、公共図書館・学校図書館の普及振興、日本各地に23か所のインフォメーション・センター（CIE図書館）の設置などを行った。その活動報告書は1948年にGHQ連合国最高司令部・民間情報教育局報告書(General Headquarters Supreme Commander for the Allied Powers Civil Information and Education Section Tokyo, May, 1948) Education in the New Japan として刊行された。
CIEは1945年9月19日付けのプレス・コードの後半部分で指示される、「ニユースノ筋」(news stories)すなわち報道の規律維持を担当した。

## 組織構成
初代局長はカーミット・R・ダイク准将。 1946年5月、ドナルド・R・ニュージェント中佐が2代目局長に就任した。
民間情報教育局は、以下の4班7委員会から構成されていた。
- 初等班
- 中等班
- 高等班
- 特種教育班
- 協同委員会
- 教員養成委員会
- 高等調査委員会
- 教科書および教育資料許可調査委員会
- 調査情報委員会
- 審査委員会
- 連絡委員会

## 局員経験者
- ドン・ブラウン - 情報課長
- デヴィッド・コンデ - 映画班初代班長
- ジョン・ペルゼル - 世論社会調査課長
- ウォルター・クロスビー・イールズ - 顧問
- ロバート・B・ダウンズ - 特別顧問
- フランク・正三・馬場 - ラジオ課
- ウィンフィールド・ニブロ - 教官
- ウィリアム・バンス - 宗教資源課長
- ウィリアム・ウッダード - 宗教文化資源課
- ルル・ホームズ
- マーク・オア - 教育課長
- アーネスト・サトウ (写真家)
- 赤羽末吉
- 浅井恵倫 - 顧問
- 斎藤襄治 - 顧問
- 鈴木栄太郎 - 顧問
- 竹内利美 - 世論及社会調査部顧問
- 関敬吾 -
- 岸本英夫 - 宗教行政顧問
- 中村妙子

## 影響
映画班長であったデヴィッド・コンデの仕事は戦後の日本人の民主主義の意識形成に影響を及ぼしたと考えられる。

## アーカイブ
CIE文書は、ワシントン公文書記録センターにその原本が収納され、日本では、米国国立公文書館によってマイクロフィッシュ化されたものを国立国会図書館憲政資料室が占領文書資料として公開している。

## 関連文献
- 平野共余子『天皇と接吻 : アメリカ占領下の日本映画検閲』草思社、1998年1月。ISBN 479420776X。新版・草思社文庫、2021年6月。ISBN 4794225210。